# Gymnothorax ocellatus
Gymnothorax ocellatus Agassiz, 1831, conhecida pelos nomes comuns de moreia-pintada e amoreia, é uma espécie atlântica de moreia, comum em zonas de estuários, lagoas salobras, manguezais e praias abertas.

## Descrição
Gymnothorax ocellatus é uma espécie de peixes da família dos Muraenidae da ordem dos Anguilliformes, de corpo serpiforme e coloração castanho-amarelado com manchas brancas arredondadas. Os machos podem alcançar os 90 cm de compriemnto total.
A espécie tem distribuição natural nas Grandes Antilhas, incluindo a costa da América Central, desde a Nicarágua até ao norte da América do Sul.